# 歸天圖
《歸天圖》（韓語：귀천도）為1996年韓國劇情電影，於1996年10月12日上映，片長94分鐘，由李璟榮編劇及執導，Abraxas Co., Ltd.出品、製作及發行，金旻鍾、金星琳、李璟榮、張東稷主演，本片改編自韓國漫畫家李賢世的同名漫畫作品，也是李璟榮首次執導的電影處女作。
本片在韓國上映後共有20萬入場人次。

## 劇情
故事講述1800年朝鮮正祖在位末年，歸天星奇異轉變，由此星象得知至愛菁娟即將誕下未來亞洲統治者斌，並在斌出生後隨即招來殺身之禍，甚至會危及到朝鮮的運勢，正祖為保佑骨肉及朝鮮的地位，決定利用王室密傳的「時間之門」將菁娟和即將出世的兒子斌安排逃出此年代，並派出武士左雲劍、右雲劍負責保護菁娟。
與此同時，日本的幕府也察覺到此奇異星象，因此大規模舉兵進攻朝鮮，力圖阻止未來權歸朝鮮。一路保護著菁娟來到歸天台的左雲劍、右雲劍順利將時間之門打開，卻在此時幕府軍也來到此地，雙方打鬥中左雲劍帶著菁娟穿越時光隧道來到1976年的未來，不久菁娟誕下女兒桃娟後離世，左雲劍為保護桃娟安危，隱瞞著桃娟的真實身份，自己就另外領養取名為斌的男孩一起生活⋯

## 演員陣容
- 金旻鍾 飾 右雲劍
- 金星琳 飾 桃　娟／菁　娟
- 李璟榮 飾 左雲劍
- 張東稷 飾 顯藏
- 趙瑄默 飾 白秋
- 張智妍 飾 琴姫
- 李基永 飾 宗盛
- 獨孤永宰 飾 尾上忠勝
- 李基列（朝鲜语：이기열） 飾 朝鮮正祖
- 李錫佑 飾 知　勳
- 李承訓（朝鲜语：이승훈 (1969년)） 飾 斌
- 李成勇 飾 黃驛官
- 金俊榮 飾 李冠學刑警
- 崔有林 飾 智　慧
- 鄭東勳 飾 斗　燦

## 獎項
| - 第17屆青龍電影獎（1996年） - 「最佳男主角獎」：金旻鍾 - 「最佳男配角獎」：張東稷 - 「最佳新導演獎」：李璟榮 | - 第17屆青龍電影獎（1996年） - 「人氣明星獎」：金旻鍾 |

## 花絮
- 本片原定導演為沈昇輔（朝鲜语：심승보）[3][4]，但是在拍攝中途表示沒有信心拍攝古裝片而退出令電影一度停止拍攝，後來在編劇李璟榮決定親自執導下電影才恢復拍攝，並成為其首部執導電影作品。[3]
- 本片原定女主角為當時仍是新人的韓國女演員崔智友[5][6][7]，但是最後因演技問題於電影拍攝中途被換走[6][7]，結果本片女主角由當時同樣是新人的韓國女演員金星琳頂上。[8]

## 外部連結
- 互联网电影数据库（IMDb）上《歸天圖》的资料（英文）
- 韩国电影数据库（KMDb）上《歸天圖》的資料